# Dimitar Kotew

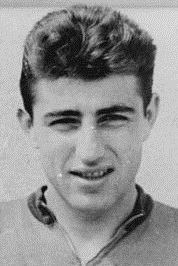
Dimitar Kotew (1961)

Dimitar Kotew (bulgarisch Димитър Котев; * 3. März 1941 in Jelesnica, Sofia; † 8. November 2001) war ein bulgarischer Radrennfahrer und nationaler Meister im Radsport.

## Sportliche Laufbahn
Bei den Olympischen Sommerspielen 1960 in Rom schied er im olympischen Straßenrennen  beim Sieg von Wiktor Kapitonow vorzeitig aus dem Rennen aus. Im Mannschaftszeitfahren belegte er mit dem bulgarischen Vierer den 17. Platz.
1961 gewann er die Bulgarien-Rundfahrt, wobei er zwei Etappen für sich entscheiden konnte. Von 1960 bis 1969 gewann er insgesamt 11 Etappen in der heimischen Bulgarien-Rundfahrt. In der Internationalen Friedensfahrt war er achtmal am Start. Sein bestes Resultat in der Gesamtwertung war der 22. Platz 1961. 1961 wurde er auch nationaler Meister im Straßenrennen. 1966 wurde er Zweiter der Türkei-Rundfahrt, 1967 gewann er dieses Etappenrennen. 1966 gewann er die Bergwertung in der Bulgarien-Rundfahrt.